# Peel Sessions
 (décembre 2018).
Si vous disposez d'ouvrages ou d'articles de référence ou si vous connaissez des sites web de qualité traitant du thème abordé ici, merci de compléter l'article en donnant les références utiles à sa vérifiabilité et en les liant à la section « Notes et références ».
Pour les articles homonymes, voir Peel.

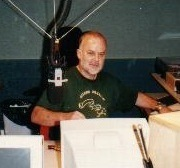
John Peel

De nombreux albums enregistrés pour l'émission radiophonique de John Peel sur BBC Radio 1 portent le nom de Peel Sessions. La plupart de ces albums sont édités par le label Strange Fruit Records (en).
- Haut – A
- B
- C
- D
- E
- F
- G
- H
- I
- J
- K
- L
- M
- N
- O
- P
- Q
- R
- S
- T
- U
- V
- W
- X
- Y
- Z

## A
- Peel Session, Autechre ;
- Peel Session 2, Autechre ;
- Peel Sessions 1, Aphex Twin, 1992 ;
- Peel Sessions 2, Aphex Twin, 1995.

## B
- Peel Session TX 21/07/1998 (en), Boards of Canada ;
- The Peel Sessions 1988–90 (en), Bolt Thrower ;
- The Peel Sessions Album (en), Billy Bragg ;
- Peel Sessions (en), Tim Buckley ;
- The Peel Session (en), Bolt Thrower ;
- The Peel Session, Syd Barrett ;
- The Peel Session (en), Bongwater (en) ;
- The Peel Session (en), Bratmobile ;
- The Peel Sessions (en), Babes in Toyland ;
- The Peel Sessions (en), Band of Susans (en) ;
- The Peel Sessions (en), Bonzo Dog Doo-Dah Band ;
- The Peel Sessions [[Blur]]

## C
- The John Peel Sessions, Clan of Xymox, 1985 ;
- Peel Session TX 09/03/00 (en), Mira Calix ;
- The Peel Sessions, The Cure ;
- The Peel Sessions (en), Can ;
- The Peel Sessions (en), Carcass.

## D
- The Complete BBC Peel Sessions (en), The Delgados.

## E
- The Peel Sessions (en), Echo and the Bunnymen.

## F
- The Complete Peel Sessions 1978–2004, The Fall (2005) ;
- The Peel Sessions (en), Fluke.

## G
- Peel Sessions, Galaxie 500 ;
- The Peel Sessions 1971/1974, Gong ;
- The Peel Sessions (en), Gang of Four.

## H
- The Peel Sessions 1991-2004, PJ Harvey ;
- Peel Sessions (en), Hot Snakes ;
- The Peel Sessions 1989 (en), Happy Mondays ;
- The Peel Sessions 1991 (en), Happy Mondays.

## I
- BBC Radio 1 John Peel Sessions (en), I Am Kloot.

## J
- The Complete John Peel Sessions (en), The Jesus and Mary Chain ;
- The Peel Sessions (en), The Jesus and Mary Chain ;
- The Peel Sessions, Joy Division.
- The Complete John Peel Sessions Jethro Tull: (3 sessions, 1968–69)

## K
- The Peel Sessions 1979–1981 (en), Killing Joke ;

## M
- The Peel Sessions, Madness ;
- John Peel Sessions (en), The Moondogs (en) ;
- The Peel Session (en), Múm.

## N
- The Peel Sessions (en), Napalm Death ;
- The Peel Sessions, New Order.

## O
- Peel Session (en), {{Orbital}} ;
- Peel Sessions 1979–1983 (en), Orchestral Manoeuvres in the Dark.

## P
- The Peel Sessions (en), Prong ;
- The Peel Sessions (en), Pulp.

## R
- The Peel Sessions (en), The Ruts.

## S
- Voices on the Air: The Peel Sessions, Siouxsie and the Banshees ;
- Peel Sessions (en), The Smashing Pumpkins ;
- The Peel Sessions (en), The Smiths.

## T
- The Fall: The Complete Peel Sessions 1978–2004 (en), The Fall ;
- Peel Sessions (en), The Triffids ;
- The Peel Sessions (en), The Ruts ;
- The Peel Sessions (en), Thin Lizzy ;
- The Peel Sessions (en), Trumans Water.

## W
- The Complete Peel Sessions 1986–2004 (en), The Wedding Present ;
- Ukrainian John Peel Sessions (en), The Wedding Present ;
- The Peel Sessions Album (en), .

## Y
- The Peel Sessions, Young Marble Giants.

## Autres
- Too Pure: The Peel Sessions (en), PJ Harvey, Stereolab et Th' Faith Healers (en).